# هارولد آرلين
هارولد آرلين (بالإنجليزية: Harold Arlen)‏ (15 من فبراير 1905م – 23 من أبريل 1986م) هو ملحن أمريكي للموسيقى الشعبية، حيث أَلَّفَ أكثر من 500 أغنية، اكتسب عدد منها شهرةً عالمية. بالإضافة إلى تلحين أغاني فيلم ساحر أوز، ومن ضمنها أغنية 1938م الكلاسيكية "فوق قوس قزح” (Over the Rainbow) التي أضافت إلى رصيده الفني، يحظى آرلين باحترامٍ وتقديرٍ كبيرين لمساهمته في كتاب الأغاني العظمى الأمريكية (Great American Songbook). وقد اختار اتحاد صناعة التسجيلات الأمريكية (RIAA) ومؤسسة الدعم الوطني للفنون (NEA) أغنية "فوق قوس قزح" لتكون الأغنية الأكثر شعبية في القرن العشرين.

## السيرة الذاتية
ولد آرلين باسم هايمن آرلوك في مدينة بوفالو، بنيويورك، وكان والده قائد جوقة الترتيل في المعبد اليهودي. كان لآرلين أخ توأم، ولكنه توفى في اليوم التالي من الولادة. استطاع في فترة شبابه تعلم العزف على البيانو وتشكيل فرقة موسيقية. وقد حظي بِبعض النجاح المحلي كعازف بيانو ومغنٍ، ثم انتقل إلى مدينة نيويورك في بداية العقد العشرين من عمره. وعمل كعازفٍ مرافق في المسرحيات الهزلية (الفودفيل). وفي هذه المرحلة من حياته، قام بتغيير اسمه إلى هارولد آرلين. وبين عامي 1926م و1934م، ظهر آرلين أحيانًا كمغني الفرقة، وكسر القاعدة بتسجيل أغانٍ من تأليف بوفالوديانز (The Buffalodians) وريد نيكولز وجو فينوتي وليو رايزمان وإدي داتشن، فقد جرت العادة أن يغني ما يؤلف من مقطوعاتٍ موسيقية.
في عام 1929م، لحن آرلين أغنيته الشهيرة الأولى: «كن سعيدًا» (Get Happy) (من تأليف تيد كولر)، وقد حظيت بإعجاب الجماهير. وبين أوائل ومنتصف الثلاثينيات من القرن الماضي، تشارك آرلين وكويلر في تأليف عروض موسيقية لكل من ملهى كوتون الشهير، الذي يقع في حي هارلم ومسرح برودواي الموسيقي وأفلام هوليوود. أسفرت تلك الشراكة عن عدد من الأغاني الناجحة، من بينها «دعنا نقع في الحب» (Let's Fall in Love) و«طقس عاصف (Stormy Weather).» هذا وقد حقق آرلين بعض النجاحات بأدائه كعازف بيانو ومغنٍ، ومن أبرزها نجاحه في أوركسترا المجتمع الراقص مع ليو رايزمان.
وقد حظيت مقطوعاته الموسيقية بحب وإعجاب موسيقيي الجاز، وذلك بسبب براعة آرلين في الدمج بين مشاعر البلوز (الحزن) ولغة الأغنية الشعبية الأمريكية.
في منتصف الثلاثينيات من القرن الماضي، تزوج آرلين، وقضى معظم وقته في كاليفورنيا، يلحن الأغاني للأفلام الموسيقية. وبدأ العمل في تلك الفترة مع الشاعر الغنائي إي واي «ييب» هاربورغ. وفي عام 1938م، وظفت شركة مترو غولدوين ماير (Metro-Goldwyn-Mayer) هذا الثنائي لتلحين أغاني فيلم ساحر أوز. وسطع من بين تلك الأغاني- نجم أغنية «فوق قوس قزح» (Over the Rainbow)، التي حصلت على جائزة الأوسكار لأفضل موسيقى، أغنية أصلية. وتشاركا أيضًا في تأليف أغنية «ليسقط الحب» (Down with Love) (التي تم غناؤها في عرض مسرح برودواي الموسيقي الذي يحمل عنوان لم الحماسة!) (Hooray for What)، وظهرت أيضًا في فيلم عام 2003م ليسقط الحب (Down with Love) المستوحى من عنوان الأغنية.
كان الممثل راي بولجر، الذي لعب دور البطولة في فيلم ساحر أوز، الذي تميز بأغنية «فوق قوس قزح» صديق عمره ورفيقه في السكن فيما مضى.
وفي الأربعينيات من القرن الماضي، تعاون مع الشاعر الغنائي جوني ميرسر في تأليف أغانٍ حققت نجاحًا هائلاً مثل: "الحزن في الليل" (Blues in the Night)، و"السحر الأسود القديم،" (That Old Black Magic) و"كن إيجابيًا" (Ac-Cent-Tchu-Ate the Positive)، و"أي مكان أعلق فيه قبعتي يعتبر موطني" (Any Place I Hang My Hat Is Home) و"معًا في السعادة والحزن" (Come Rain or Come Shine)" و"واحدة لمحبوبتي (وواحدة أخرى للطريق)" (One for My Baby (and One More for the Road)).
لحن آرلين إيقاعين رسما ملامح مختلفة لشخصية جودي غارلند الموسيقية: الأول كفتاةٍ بريئة وطموحة في أغنية «فوق قوس قزح»، والآخر كـ «مطربة أنيقة» محطمة الآمال في أغنية «الرجل الذي هرب» (The Man that Got Away)، وقد تم غناء هذه الأغنية في فيلم «ميلاد نجمة» (A Star Is Born) لعام 1954م.

## وصلات خارجية
- Official web site for Harold Arlen
- هارولد آرلين على موقع IMDb (الإنجليزية)
- هارولد آرلين على موقع الموسوعة البريطانية (الإنجليزية)
- هارولد آرلين على موقع ميوزك برينز (الإنجليزية)
- هارولد آرلين على موقع قاعدة بيانات برودواي على الإنترنت (الإنجليزية)
- هارولد آرلين على موقع قاعدة بيانات برودواي على الإنترنت (الإنجليزية)
- هارولد آرلين على موقع قاعدة بيانات الأفلام السويدية (السويدية)
- هارولد آرلين على موقع إن إن دي بي (الإنجليزية)
- هارولد آرلين على موقع أول ميوزيك (الإنجليزية)
- هارولد آرلين على موقع ديسكوغز (الإنجليزية)
- هارولد آرلين على موقع قاعدة بيانات الفيلم (الإنجليزية)
- "Harold Sings Arlen (with Friend)", 1966 Columbia Records album featuring Arlen singing 10 of his songs, and dueting with باربرا سترايساند on two.